# 李冶
李冶（1192年—1279年），本名李治，字仁卿，號敬齋，真定欒城（今河北省栾城县）人，金代、元代文学家、數學家。主要著作为《測圓海鏡》，其中改进了前人的解方程方法，首次系统地阐述了“天元术”（设未知数并列方程的方法），用以研究直角三角形内切圆和旁切圆的性质。李冶与杨辉、秦九韶、朱世杰并称为“宋元数学四大家”。谥号文正。

## 名字
关于李冶的名字，《元朝名臣事略》、《元史本传》、《永乐大典》、《四库全书总目》、《皕宋楼藏书志》等都写作李冶。柯劭忞在《新元史》中说李冶本名治，后改成冶。清朝的施国祁认为李冶真名应该是李治，而被称为李冶是后来以讹传讹之误。缪荃孙在《藕香零拾》中也为这种说法提出三条佐证：首先元代王恽的《中堂记事》中有“李治，授翰林学士，知制诰，同修国史”的记载，与李冶的经历相吻合。其次，元好问的《金故少中大夫程震墓碑》中由李冶题额，上面刻的是李治而不是李冶。最后，元好问在为李冶父亲写的墓志铭上有写其三个儿子的名字，其中李冶的名字被写为李治。他的兄弟名字分别是李澈和李滋。按照汉人起名的习惯，李冶作为三兄弟之一，名也应该是五行带水的。余嘉锡在《四庫提要辨證》中亦详加考证，说明李冶原来应该叫李治，但后来改为冶。

## 生平

### 早年生活
李冶的祖籍是真定府欒城縣，于公元1192年生于大兴府城（今北京市）。父亲李遹曾在大兴府尹胡沙虎手下任推官，讀過医学、律学，后又改学六经词赋，博学多才。母亲王氏，是李遹的第三个妻子。李冶有两个同父异母的弟兄，和兩個同胞姐妹。李冶原名治，后来发现与唐高宗相同，于是改为冶。童年的李冶在元氏县求学，据《元朝名臣事略》记载，李冶喜爱读书，“手不释卷”，性格聪颖，“有成人风”。
1213年，胡沙虎废黜卫绍王完颜永济，将其毒死，另立宣宗。李遹目睹朝纲败坏，心灰意冷，托病辞职回到阳翟（今河南禹县）隐居。这件事对李冶影响很大。李遹隐居后，李冶也迁来河南居住，并与常常登門求教李遹的元好问结交。
兴定元年（1217年），李冶随元好问到汴京向礼部尚书赵秉文求教，并拜赵秉文为师。后来又一起拜翰林杨云翼为师。杨云翼通晓历法算学，曾在司天台任职，后任礼部尚书，和赵秉文合称“赵杨”。到了正大年间，两人已与赵杨齐名了。金哀宗正大七年（1230年），李冶赴洛阳应试，中进士，同年任高陵（今陕西高陵）主簿一職。但由于蒙古军已经攻入陕西，他沒有赴任，被改派往钧州（在今河南禹县）任知事两年。

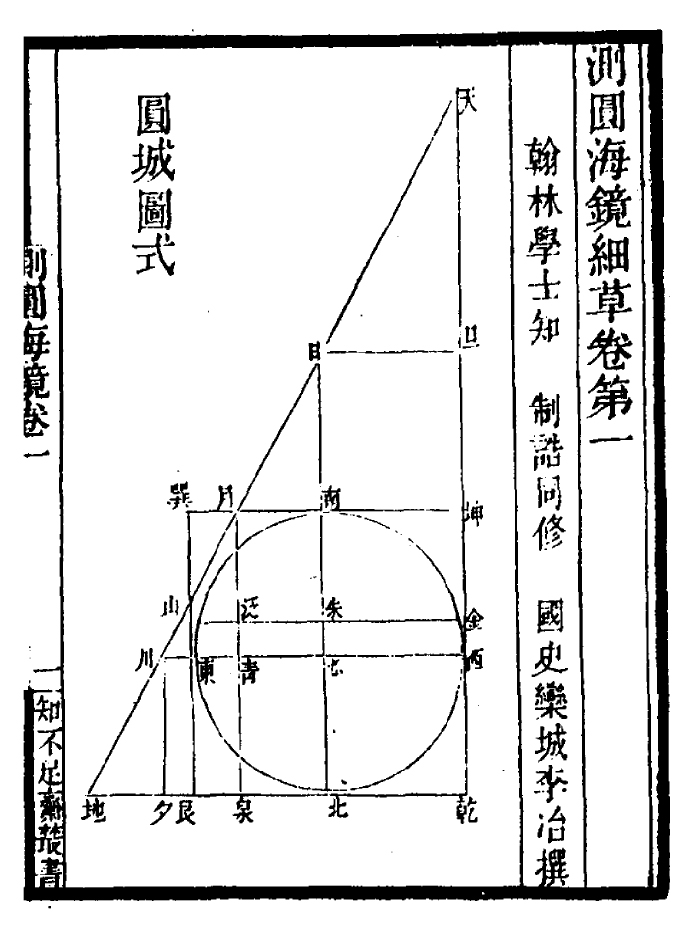
《测圆海镜》圆城图式，其中用天地乾坤等指代三角形内各点

### 避难河北，潜心数学
1232年正月，蒙古军攻破钧州，李冶不愿投降，只得微服北渡黄河，流连于忻山(今山西忻县)和崞山(今山西崞县)之间，生活十分辛苦，最后在桐川定居。在此期间，李冶父亲病逝。1234年，金朝灭亡。李冶至此无心做官，潜心研究学问。这时李冶生活艰苦，但仍以研究学问为乐。他的研究工作涉及数学、文学、历史、天文、哲学、医学。1240年，他得到一本叫做《洞渊九容》的算书，主要探讨勾股容圆（也就是现代几何学里直角三角形的内切圆）的问题。这本书使得李冶开始将主要精力放在研究数学之上。1248年，李冶写成《测圆海镜》十二卷，在前人的基础上改进出“天元术”，以“天元”作为未知数的记号来求解方程。
李冶在桐川与元好问来往甚密，常常在一起吟诗唱和，世人称为“元李”。这个时期元好问的诗作中如《桐川与仁卿饮》、《和仁卿演太白诗意二首》等等中的“仁卿”就是指李冶。
李冶隐居著书时，生活艰苦，有时也要求诸他人。当时当地的管理和名儒都赏识他的学问。聂珪、张德辉、王鹗等都曾经给予他不同程度的帮助。
1242年，李冶到河南陽翟領父親遺體，安葬于祖塋，並請元好問為父親作墓誌銘。
李冶寫成《測圓海鏡》后不久，曾遷居太原。藩府官員曾請他出仕，被他拒絕。後來又流落平定，平定侯聶珪很敬重他，把他接到帥府居住，而並不勉強他做官。

### 归乡讲学，不愿出仕
1251年，李冶的經濟情況有所好轉，便回到元氏县居住，在封龙山下买田隐居讲学。后来学生渐多，达到数十人，家中已经容纳不下，于是在北宋李昉读书堂故基上建起封龙书院。李冶不僅教授數學，也教授文史儒學。王德渊称赞李冶“于六艺百家，靡不串贯”李冶在封龙书院讲学共二十余年，门下学生极多，培养出了大批人才。在李冶門下求學的有日後的元朝中書右丞相史天澤、集賢學士焦養直、廉访佥事张翼、翰林纂修承直郎王德淵等等。李冶与张德辉、元好问一起，号称“龙山三老”。1257年，忽必烈曾在上都开平召见李冶，向他请教用人治国之道以及对不久前发生的地震的看法，李冶对答有度，称治国之道不外乎“立法度、正纪纲”，主张用人唯贤，赏罚分明，被忽必烈嘉许。1259年，李冶写成另一部数学著作：《益古演段》。
1260年忽必烈登位后，欲聘请他为官，但李冶以老病为名，婉言拒绝。1264年，元朝为编写辽、金、元历史，设立翰林学士院。1265年李冶被召为翰林学士，就职一年之后，又以年老多病为理由辞官，继续在封龙山隐居。
1279年，李冶在家中去世，享年88岁。

## 思想
1232年北渡黄河以前，李冶的哲学思想偏于孔孟，信守儒家学说。但北渡之后，他的思想逐渐转为向道家靠拢。从他的读书笔记《敬斋古今黈》中展现的思想看来，他对庄子的思想理解甚为深刻，也很赞同。他对朱熹的理学思想并不全面认同，认为其中不通和有争议的地方也十分多，不应该盲目认同。而他認為“数学虽然是六艺中地位最低的一种技艺，但在实际生活中却是最需要的”的思想，也有可能来源于庄子。

### 对数学的看法
和秦九韶一样，李冶并不认为算学是“九九贱技”，认为“小数之假所以为大道所归”，也就是说“道”既来源于“小数”（技艺），又借“小数”而体现。他曾經在《益古演段》序中说过：“安知轩隶之秘不于是乎始？”（谁知道轩辕隶首得道的秘诀不是始于数学呢？）也许通过对数学这种“小数”的追求也可以达到“技进乎道”的境界。
李冶对当时基于道教和理学的数学神秘主义不以为然。在《测圆海镜》的序文中，李冶认为自然之数（数字）虽然不可穷尽但数学的道理（自然之理）是可以推导的，而数学的道理如同黑暗中的光亮一般，只要明白了道理，就可以明白数学的奥妙。

### 文学思想
李冶也是一位著名的文学家，与好友元好问并称“元李”。由于其著作集《文集》已失佚，后世对他主要的文学思想的了解主要来源于他的《泛说》与《敬斋古今黈》。
李冶文风严谨。他曾说：“文章有不当为者五，苟作一也，徇物二也，欺心三也，蛊俗四也，不可以示子孙五也。”在《敬斋古今黈》中，他提出了自己的文学主张。他首先认为，写文章应当立足实际，但也要善于联想，不应当穿凿附会，无中生有。李冶还认为，写文章应当善于借鉴吸收前人的精华，为己所用，但他同时也嘲笑盲从古人的态度。对于诗文鉴赏，李冶认为诗文的气质重于文采，重在骨格。

### 人性论
李冶在《敬斋古今黈》中阐述了自己对人性的看法。他认为，孟子的“性善论”只能说明“万物皆有效善之质”，即向善的可能性，而事实上是否向善，则取决于后天的环境。他认为，对人的欲望，不可过于约束，也不可不加限制，约束之心太过，就犹如拔苗助长，而放任不理就犹如不耕耘一样，都无法有好的效果。

## 数学研究
在數學方面，李冶一共写了两本著作《測圓海鏡》和《益古演段》，都是使用天元術来解几何问题。

### 测圆海镜

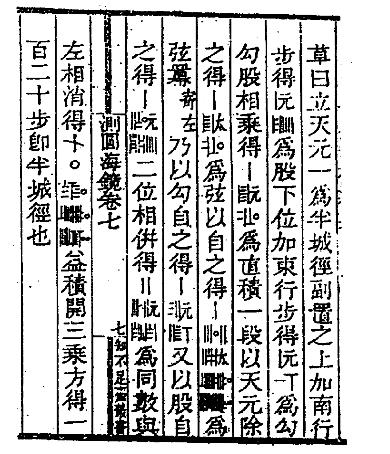
《测圆海镜》卷七第二题第二种解法的演草

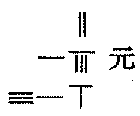
一个天元式：右面有“元”字的一行表示未知数一次幂的系数，其上一层代表未知数二次幂（平方）的系数，其下一层代表常数项系数。用现代数学语言，可以写作关于未知数x 的多项式：

《测圆海镜》一书共分十二卷一百七十问，主要探讨勾股容圆的问题。所谓勾股容圆，即是勾股形（边长为整数的直角三角形）的内切圆和旁切圆。测圆海镜一书从九种勾股容圆（勾上容圆、股上容圆、弦上容圆、勾股上容圆、 勾外容圆、 股外容圆、弦外容圆、勾外容半圆、股外容半圆）的性质以及计算开始，给出了一系列数值题目的解答。其中为了计算而引入的天元术实际上是一种用一元高次方程解题的方法。在唐代，王孝通曾经描述和解决过三次方程，但由于没有设未知数的概念，只能用文字叙述，而没有给出列方程的一般方法。宋元时代，列方程的思想逐渐成熟，据祖颐在《四元玉鉴》的后序中所列的天元术著作，有蒋周的《益古集》、李文一的《照胆》等。但除了《测圆海镜》，其它较早的天元术著作都已散佚。而李冶在《敬斋古今黈》中也提到曾经在东平（今山东东平）得到一本算经，里面将未知数的不同幂次从上到下排列，并各取名称。比如未知数的立方被称为“高”，未知数自身称为“天”，常数被称为“人”，而负一次方被称为“地”。
在《测圆海镜》中，李冶沿用了将含未知数的多项式（天元式）按照幂次一层层从高到低排列的方法，但取消了未知数的各种次幂的名称，而以“天元”作为未知数的统一名称。天元的上层表示比一高的幂次，其下表示比一低的幂次。有时也用“太”表示常数项，太以上各层为未知数的正次幂，其下为负次幂。列出方程后则使用卷首的“识别杂记”中的公式和开方术求解。
结构上，《测圆海镜》以所有勾股容圆的公式作为开头，并给出所有所涉及线段的长度。后面的题目中都是假设有一所圆形的城池，已知一些相关的长度，而求城池的大小，也就是圆形的半径。每道题先叙述题目，然后给出解法（法），最后带入数字演算（演草）得出答案。
《测圆海镜》于1248年写成，但直到1279年李冶去世，也未能付梓。李冶对这本书极其重视，临终时曾对儿子说：“吾生平著述，死后尽可燔去，独测圆海镜一书，虽九九小数，吾曾精思致力也，后世必有知者。（我生平写的书都可以烧掉，唯独《测圆海镜》这本书不可以。虽然只是区区算书，却记录了我努力思考的结果，后世必有能够理解我的思想的人。）”清代数学家对李冶的工作给予很高评价，阮元认为《测圆海镜》是“中土数学之宝书”；李善兰称赞它是“中华算书，无有胜于此者”。

### 益古演段
李冶的另一部数学著作是《益古演段》三卷。书名中的“演”是指“推演”的意思，而“段”是指“条段法”，也就是方程的意思。古时方程的各项常用一段段的条形面积来表示，因此方程也叫条段。该书是用天元术解释蒋周的算书《益古集》，一共64题，基本上都是已知平面图形的面积，求圆的半径、正方形的边长和周长等等。上卷22问，内容不超过正方形与圆的互容；中卷20问，把正方形推广为长方形；下卷22问，涉及更为复杂的图形。条书中用人们易懂的几何方法对天元术进行解释，图文并茂，全部是一次或二次方程问题。据李冶在自序中说，他编写这本书，是要使粗知数学的人，便可以读懂此书，学习天元术的方法。

## 其它著作
李冶在晚年还写过《敬斋古今黈》与《泛说》两部内容丰富的著作。《泛说》四十卷一书今已散佚，根据《元朝名臣事略》中的引用文段来看，是一本随感录，记录李冶对世间事物的见解。《敬斋古今黈》是一本读书笔记。另外，李冶生平亦作诗不少，《元诗选癸集》保存有五首。此外李冶还有《文集》四十卷、《璧书丛削》十二卷，均已失传。

## 影响
天元术并非李冶的独创，而是从金代起便在中国北方开始萌芽。据祖颐在《四元玉鉴后序》中的记载，李冶以前研究天元术的学者至少有蒋周、李文一、石信道、刘汝谐、李德载等等，但并未提到李冶。而除李冶之外，其它早期天元术的著作也已经失传。1303年朱世杰的《四元玉鉴》问世，其中将天元术扩展为含有天元、地元、人元和物元的“四元术”，即四元高次方程组的解法，将天元术发展到了一个新的高度。

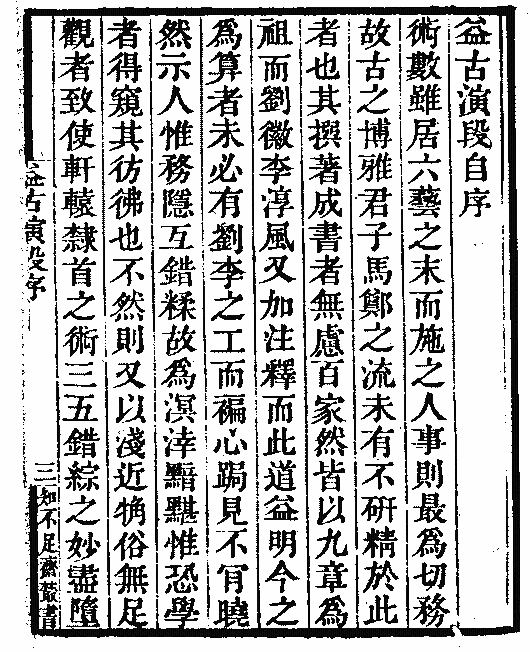
《益古演段》：李冶的自序

明代算学比起宋元时期并没有什么进展，尤其是天元术因为艰深难懂而少人研究，几近失传。明代顾应祥曾经撰写《测圆海镜分类释术》，在序中称“细考《测圆海镜》，如求城径即以二百四十为天元，半径则以一百二十为天元，既知其数，何用算为？似不必立可也。……每條下細草，雖徑立天元一，反復合之，而無下手之處，使後學之士茫然無門路之可入。……每章去其細草，立一算術，……各以類分之，語義稍繁者，略加芟損，名曰《測圓海鏡分類釋術》。（仔細考查《測圓海鏡》，求直径时就令二百四十為天元，求半徑的话則令一百二十為天元，既然已经知道了天元的大小，为什么还要设天元呢？似乎没有必要”，完全没有明白天元术中天元为未知数的含义。他认为书中“每道题的演算中，虽然设立天元，但反复查看，觉得无从下手，后来的学习者茫然摸不到门道）”，因而将《测圆海镜》中关于立天元列方程的演算全部删去，只留下用开方术解方程的过程，以方便后人学习。李俨认为宋金元发展起来的天元术至此已被遗忘。
十八世纪时，随着西洋算学传入中国，李冶等人的天元术著作才被后来的数学家重新发现。清朝梅瑴成（梅文鼎之孙）曾经研读顾应祥的《测圆海镜分类释术》，对其中的天元之术感到不解，后来在研习西方的“借根方”法时发现所谓的“借根”就是“立天元”（都是设未知数），方才重新开始认识天元术。之后，《四元玉鉴》等其它天元术著作也被重新认识。后来的《四库全书》中收录了李潢家藏本的《测圆海镜》。1798年，清代大藏书家鲍廷博刊印的《知不足斋丛书》中收录了李锐校勘的《测圆海镜细草》十二卷。之后又有焦循和李锐在研究了《测圆海镜》、《益古演段》和《术数九章》后写的《天元一释》和《开方通释》两书，用较为明白的语言详细解释了李冶的天元术和秦九韶的正负开方术。至此，天元术和现代的方程论逐渐融合，而十八世纪末期以后方程论的研究也开始蓬勃发展。之后的相关作品包括1861年朝鲜数学家南秉哲著的《海镜细草解》、1873年张楚钟的《测圆海镜识别详解》、1896年刘岳云出版的《测圆海镜通释》、1898年叶耀元《测圆海镜解》，还有李善兰的《测圆海镜解》等等。

### 现代研究
二十世纪以来，李冶作为中国历史上重要的数学家，其思想和著作被许多学者所研究。李俨、钱宝琮、梅榮照都曾经对李冶和他的著作进行过研究和考证。孔国平的《李冶传》是第一本全面论述李冶生平及学术成就的专著。白尚恕、李迪、郭书春、沈康身、洪萬生等对李冶都有深入的研究。李冶和杨辉、秦九韶、朱世杰一起被认为是宋元时期的四大数学家。
1982年法国林力娜以测圆海镜为题的论文获得巴黎大学博士学位。

## 延伸阅读
[在维基数据编辑]
 在维基文库阅读此作者作品（ 在维基共享资源阅览影像）
 《元史·卷160》，出自宋濂《元史》
 《新元史/卷171》，出自柯劭忞《新元史》

### 引用
1. ↑  柯劭忞，《新元史》：“李冶，字仁卿，真定藁城人。本名治，后改今名。”
2. ↑  施国祁，《礼耕堂丛说》：“仁卿生于大定庚子，至正大庚寅登收世科，已五十有一岁，授高陵主簿，辟推钧州。金亡，北渡讲学著书，秘演算术，独能以道德文章确然自守，至老不衰。即其中统召拜与翰林诸公书云云，其本意大可见，盖在金则为收科之后劲，在元则占改历之先几。生则与王滹南、李庄靖同为一代遗民，没则与杨文献、赵闲闲并列四贤祠祀。呜呼！其学术如是，其操履又如是，何后人不察，谬改其名，呼治为冶，乃与形雌意荡之女道士李季兰相溷，吁！可悲已。今其言具在，其名亦正，倘能付诸剞劂，传示当世，庶使抱残守缺者得见全璧，岂非大惠后学哉。”
3. ↑  缪荃孙，《藕香零拾·敬斋古今黈》跋：“施北研跋以为李治非李冶，荃孙考元王恽中堂纪事卷三征君李治，授翰林学士，知制诰，同修国史。金少中大夫程震碑，栾城李治题额，石本作治”。 “又案元遗山集寄庵碑，‘先生子男三人，长曰澈，方山抽分窑冶官；次曰治，正大中收世科，征仕郎，高陵主簿；次曰滋。’兄澈弟滋，偏旁皆从水，则仁卿名治，更无可疑者。”
4. ↑  余嘉锡，《四库提要辩证》卷十二李治測圓海鏡條
5. 1 2 3  元好問，《寄庵先生墓碑》.   [2009-10-30]. （原始内容存档于2007-08-21）.
6. 1 2  苏天爵，《元朝名臣事略》卷十三《内翰李文正公》，中华书局影印本，1962年
7. ↑  脱脱 等，《金史》，卷十三，卫绍王本纪。
8. ↑  《李冶朱世杰与金元数学》，第40-41页.
9. ↑  脱脱 等，《金史》，卷一百十，揚雲翼傳
10. 1 2 3 4  数学家传记，李冶 的存檔，存档日期2007-09-17.
11. 1 2 3 4  脱脱 等，《元史》，卷一六零，李冶列传
12. ↑  李冶，《测海圆镜》序：“老大以來，得洞淵九容之說，日夕玩繹，而鄉之病我者，始爆然落去而無遺餘。”
13. ↑  《元诗纪事·李冶》：遗山（元好问）、敬斋（李冶），自南都时，才名已相埒。北渡后，尝往来西州，赓唱迭和，世亦谓之元李。
14. ↑  《李冶朱世杰与金元数学》第47页.
15. ↑  李冶，《测圆海镜细草》，知不足斋从书本(1798)，王德渊后序.
16. ↑  《李冶朱世杰与金元数学》第55页
17. ↑  李冶，《敬斋古今黈》卷八：“大抵晦庵之论佳处极多，然窒碍处亦不可以毛举也，學者正當反復與奪之”
18. 1 2  李冶，《益古演段》序：“數術虽居六艺之末，而施之人事，则最为且务”，文渊阁四库丛书
19. ↑  李冶，《敬斋古今黈》卷七。
20. ↑  李冶，《测海圆镜》序：“数本难穷，吾欲以力强穷之，彼其数不唯不能得其凡，而吾之力且惫矣。然则数果不可以穷耶?既已名之数矣，则又何为而不可穷也！故谓数为难穷，斯可；谓数为不可穷，斯不可。何则，彼其冥冥之中，固有昭昭者存。夫昭昭者，其自然之数也？非自然之数，其自然之理也。数一出于自然，我欲以力强穷之，使隶首复生，亦末如之何也已。苟能推自然之理，以明自然之数，则虽远而乾端坤倪，幽而神情鬼状，未有不合者矣。”清嘉庆三年刻本，知不足斋丛书。
21. ↑  李冶，《敬斋古今黈附录》，《藕香零拾丛书》(1985)，第32册，第10页.
22. ↑  《李冶朱世杰与金元数学》，第70-72页.
23. ↑  李冶，《敬斋古今黈》：“孟子曰。万物皆备于我矣。反身而诚。乐莫大焉。又曰。所以动心忍性。增益其所不能。万物皆备于我。则安知万物之中。不有至恶者存乎。动心忍性。则焉知一性之内不有不善者存乎。此与性善之说殆若胡越焉者。何也。盖谓万物皆有效善之质。一心独为持性之主云耳。不深探孟子之旨。而徒为性善之说。是误父之而不知其氏者。虽终身学。而吾以为未尝学也。”
24. ↑  李冶，《敬斋古今黈》：“然束心太急。则所谓揠苗者也。听其所之。则所谓不耘苗者也。”
25. ↑  李冶介绍 Archive.today的存檔，存档日期2012-07-14
26. ↑  顾应祥《测圆海镜分类释术 （页面存档备份，存于）》，世界书局，《摛藻堂四库全书荟要·子部》1988年
27. ↑  .   [2009-10-29]. （原始内容存档于2020-08-02）.
28. ↑  王孝通，《缉古算经》，《四库全书》本
29. ↑  祖颐，《四元玉鉴》后序
30. ↑  
李冶,《敬斋古今黈》：“予至东平。得一算经。大概多明如积之术。以十九字志其上下层数。曰。仙、明、霄、汉、垒、层、高、上、天、人、地、下、低、减、落、逝、泉、暗、鬼。此盖以人为太极。而以天地各自为元而陟降之。”
31. ↑  钱宝琮，《中国算学史》（上卷），商务印书馆，1932年，120-123页
32. ↑  李冶，《測圓海鏡細草》，清知不足斋刻本。
33. 1 2  赵良五，《中西数学史的比较》，台湾商务印书馆，180-181：“冶临殁时，语其子克修曰：‘吾生平著述，死后尽可燔去，独测圆海镜一书，虽九九小数，吾曾精思致力也，后世必有知者。’其自信如此。清李善兰作测海圆镜序云：‘中华算书，无有胜于此者。’”
34. ↑  王德渊,《敬斋先生测圆海镜后序》,知不足斋丛书本
35. 1 2  李冶——古代数学的骄傲[永久]
36. ↑  赵良五，《中西数学史的比较》，台湾商务印书馆，188：“益古演段，为李氏之一著述，……，此书原为古代不知名氏之著作，经李氏改编而成者，李氏自序云：‘近世有某者以方圓移補成編，號益古集，眞可與劉、李相頡頏。余猶恨其閟匿而不盡發，遂再為移補條段，細繙圖式，使粗知十百者，便得入寶啗其文，顧不快哉？’”
37. ↑  李俨，《中国算学史》，朱世杰传
38. ↑  顾应祥，《测圆海镜分类释术》序：“细考《测圆海镜》，如求城径即以二百四十为天元，半径则以一百二十为天元，既知其数，何用算为？似不必立可也。……每條下細草，雖徑立天元一，反復合之，而無下手之處，使後學之士茫然無門路之可入。……每章去其細草，立一算術，……各以類分之，語義稍繁者，略加芟損，名曰《測圓海鏡分類釋術》。非敢僭改前賢著述，惟以便下學云爾”
39. ↑  李俨，《中国算学史》，第七章第四 近世期（四）顾应祥
40. ↑  柯劭忞等，《清史稿·列传二百九十三》畴人一
：“明代算家，不解立天元术，瑴成谓立天元一即西法之借根方，其说曰；“尝读授时历草求弦矢之法，先立天元一为矢，而元学士李冶所著测圜海镜，亦用天元一立算。传写鲁鱼，算式讹舛，殊不易读。明唐荆川、顾箬溪两公互相推重，自谓得此中三昧。荆川之说曰：‘艺士著书，往往以秘其机为奇，所谓天元一云尔，如积求之云尔，漫不省其为何语。’而箬溪则言：‘细考测圜海镜，如求城径，即以二百四十为天元，半径即以一百二十为天元，即知其数，何用算为？似不必立可也。’二公之言如此，余于顾说颇不谓然，而无以解也。后供奉内廷，蒙圣祖仁皇帝授以借根之法，且谕曰：‘西人名此书为阿尔热八达，译言东来法也。’敬受而读之，其法神妙，诚算法之指南，而窃疑天元一之术颇与相似。复取授时历草观之，乃焕然冰释，殆名异而实同，非徒似之而已。”
41. ↑  阮元，《畴人传》卷二十四，李冶传
42. ↑  李冶，《测圆海镜细草》，知不足斋刻本
43. ↑  吴文俊主编 《中国数学史大系》 第六卷 99页
44. ↑  李善蘭，《測圓海鏡解》，抄本，存中國科學院自然科學史研究所
45. ↑  王诗宗，中国古代数学成就之十二·宋元数学的进展 （页面存档备份，存于），人民网，人民日报海外版
46. ↑  K. Chemla, Etude du livre (Reflects des measures du cercle la mer) de Li Ye, 1982, University de Paris